# Stanislav Talaváňa

Stanislav Talaváňa byl český historik umění, publicista a odborný pracovník památkové péče. Za jeho vedení byl po letech devastace zpřístupněn veřejnosti zámek Velké Březno kde působil od roku 1969 a na konci sedmdesátých let pracoval na obnově památky Budyně nad Ohří (hrad).

## Publikační činnost
Stanislav Talaváňa patřil do redakčního kruhu druhé generace autorů revue Řád, revue pro život a společnost který byl  v letech 1932 až 1944 významným kulturně společenským fenoménem  který zrcadlil kulturní, společenské i politické spory své doby. 
Výraznou měrou se zabýval recenzemi výstavních událostí a výtvarnou kritikou svých současníků. 
Kromě historie a výtvarného umění se zabýval i závodní atletikou. Na mistrovství Čech a Moravy v roce 1940 skončil jako člen štafety 4x100m Slavie Praha na 4 místě a ve skoku dalekém na 5 místě.
Jeho ženou byla část života akademická malířka Milena Talaváňová
Po válce spolupracoval se Spolkem výtvarných umělců Mánes, v roce 1946 byl kurátorem výstavy malíře Miloše Maliny  a autorem publikace Miloš Malina: Oleje, akvarely, kresby
V roce 1947 kurátoroval kolektivní výstavu Jednoty umělců výtvarných: Členská výstava 1947, v Pavilonu Jednoty výtvarných umělců a byl autorem katalogu výstavy.
V roce 1947 se stal vedoucím Regionálního muzea v Teplicích a publikoval odborné články ve sbornících Zprávy a studie Okresního vlastivědného muzea Teplice, Svazky 1–5 (1965–1969). 
Autorsky se podílel na řadě popularizačních publikací o památkách ústeckého kraje: 
- Teplice – nejstarší lázně v Čechách

- Kulturní památka Osek, vydavatel Krajské středisko státní památkové péče a ochrany přírody, 1979

- Teplice v minulosti: Grafické pohledy na Teplice v 18. a 19. stol.
- Velké Březno, nakladatel Krajské středisko státní památkové péče a ochrany přírody Ústí nad Labem, 1981
- Okres Chomutov (s Danou Kalabisovou) nakladatel Krajská komise cestovního ruchu 1984
- Okres Most (s Danou Kalabisovou) nakladatel Krajská komise cestovního ruchu 1984
- Okres Teplice (s Danou Kalabisovou) nakladatel Krajská komise cestovního ruchu 1985